# Stenoxia dilmis
Stenoxia dilmis är en fjärilsart som beskrevs av Dyar 1914. Stenoxia dilmis ingår i släktet Stenoxia och familjen nattflyn. Inga underarter finns listade i Catalogue of Life.